# Albert Michant
Albert Michant – belgijski piłkarz wodny, dwukrotny medalista igrzysk olimpijskich.
Wystąpił na igrzyskach olimpijskich w 1900 w Paryżu w turnieju piłki wodnej. Belgia, reprezentowana przez brukselski klub Club de natation de Bruxelles zajęła drugie miejsce.
Osiem lat później, podczas igrzysk olimpijskich w Londynie ponownie zdobył tytuł wicemistrza olimpijskiego w piłce wodnej.